# Чочуа Андрій Максимович
Андрій Максимович Чочуа (1879, село Адзюбжа Сухумського округу, тепер Очамчирський район, Абхазія, Грузія — 1965, тепер Грузія) — абхазький радянський державний діяч, голова Президії Верховної ради Абхазької АРСР. Член ЦВК Абхазької АРСР з 1921 по 1938 рік. Член ЦВК СРСР з 1927 по 1931 рік. Депутат Верховної Ради СРСР 3—4-го скликань. 

## Життєпис
Народився в селянській родині. З дитячих років наймитував. У 1897 році закінчив Сухумську двокласну гірську школу. З 1897 по 1901 рік навчався в Тифліській школі садівництва. У 1905 році закінчив Тифліський учительський інститут.
З 1905 по 1921 рік працював вчителем у школах міста Сухумі.
З березня 1921 року — завідувач відділу шкіл Народного комісаріату освіти РСР Абхазія, директор 1-ї Сухумської семирічної школи (РСР Абхазія), заступник народного комісара освіти АРСР Абхазія, народний комісар народної освіти АРСР Абхазія, директор інституту. Був автором кількох підручників абхазькою і російською мовами, методичних посібників для викладання абхазької мови.
Член ВКП(б) з 1938 року.
З 1938 року — голова Верховної ради Абхазької АРСР.
7 квітня 1948 — січень 1958 року — голова Президії Верховної ради Абхазької АРСР.
Потім — персональний пенсіонер.

## Нагороди
- два ордени Трудового Червоного Прапора (1946; 17.09.1959)
- орден «Знак Пошани» (24.02.1941)
- медаль «За оборону Кавказу»
- медаль «За доблесну працю у Великій Вітчизняній війні 1941—1945 рр.»
- медалі
- Заслужений вчитель Грузинської РСР (1939)